# Tricia Dunn-Luoma
Patricia „Tricia“ Dunn-Luoma, geb. Dunn, (* 25. April 1974 in Derry, New Hampshire) ist eine ehemalige US-amerikanische Eishockeyspielerin. Dunn-Luoma war von 1996 bis 2006 Mitglied der Frauen-Eishockeynationalmannschaft der Vereinigten Staaten und wurde mit dieser bei den Olympischen Winterspielen 1998 in Nagano Olympiasiegerin. Insgesamt gewann sie Medaillen bei drei Olympischen Winterspielen und fünf Weltmeisterschaften.

## Karriere
Dunn verbrachte ihre Highschool-Zeit zwischen 1988 und 1992 an der Pinkerton Academy in ihrem Geburtsort. Von dort zog es sie zum Schuljahr 1992/93 an die University of New Hampshire. Neben ihrem Studium in Psychologie spielte die Stürmerin in den folgenden vier Jahren zusätzlich für die Eishockeymannschaft der Universität in der ECAC Hockey. In ihrem letzten Jahr gewann sie mit dem Team den Meistertitel der Division. Insgesamt absolvierte sie in dem Zeitraum von vier Jahren 108 Spiele, in denen sie 117 Scorerpunkte, darunter 60 Tore, erzielte.
Nach ihrem Collegeabschluss wechselte Dunn in den US-amerikanischen Eishockeyverband USA Hockey, den sie die folgenden zehn Jahre mit der Frauen-Eishockeynationalmannschaft der Vereinigten Staaten in nahezu jedem bedeutsamen internationalen Turnier vertrat. Nach dem Gewinn der Silbermedaille bei der Weltmeisterschaft 1997 nahm die Angreiferin am erstmals ausgetragenen Fraueneishockeyturnier im Rahmen der Olympischen Winterspiele 1998 im japanischen Nagano. Dort krönte Dunn ihre Karriere mit dem Gewinn der Goldmedaille. Anschließend bestritt sie die Weltmeisterschaften 1999, 2000 und 2001, die allesamt mit weiteren Silbermedaillengewinnen endeten. Eine weitere Silbermedaille fügte sie ihrer Medaillensammlung bei den Olympischen Winterspielen 2002 im heimischen Salt Lake City hinzu, ebenso bei der Weltmeisterschaft 2004.
Nach der Weltmeisterschaft schloss sich Dunn zur Saison 2004/05 den Minnesota Whitecaps aus der neu gegründeten Western Women’s Hockey League an und feierte somit ihr Debüt in einer Vereinsmannschaft außerhalb des Collegespielbetriebs. Mit der einzigen US-amerikanischen Mannschaft der Liga konnte sie die Spielzeiten 2005/06 und 2006/07 jeweils als Vizemeister beenden. Enttäuschend verlief hingegen ihre dritte Olympiateilnahme bei den Olympischen Winterspielen 2006 im italienischen Turin, die sie nach ihrer Heirat unter dem Doppelnamen Dunn-Luoma absolvierte. Mit dem US-Nationalteam wurde sie lediglich Dritter.
Nach der Saison 2006/07 beendete Dunn-Luoma ihre aktive Karriere im Alter von 33 Jahren und ließ sich mit ihrem Ehemann im Bundesstaat Minnesota nieder. Im Rahmen des All-Star-Games 2018 der National Women’s Hockey League fungierte Dunn-Luoma als eine der beiden Trainerinnen der All-Star-Teams.

## Erfolge und Auszeichnungen

### National
- 1996 ECAC-Meisterschaft mit der University of New Hampshire

### International
| - 1997 Silbermedaille bei der Weltmeisterschaft - 1998 Goldmedaille bei den Olympischen Winterspielen - 1999 Silbermedaille bei der Weltmeisterschaft - 2000 Silbermedaille bei der Weltmeisterschaft | - 2001 Silbermedaille bei der Weltmeisterschaft - 2002 Silbermedaille bei den Olympischen Winterspielen - 2004 Silbermedaille bei der Weltmeisterschaft - 2006 Bronzemedaille bei den Olympischen Winterspielen |